# Plant Physiology
Plant Physiology (физиология растений; ISSN 00320889) — реферируемый научный журнал, один из наиболее цитируемых в области изучения растений. Публикует статьи в области физиологии растений, биохимии, клеточной и молекулярной биологии, генетики и биофизики растений. С 1926 года издаётся Американским обществом исследователей биологии растений (American Society of Plant Biologists).
Индекс цитирования (импакт фактор, Science Citation Index) равен 6 535 (2011), что ставит его на 7-е место среди 190 журналов в категории «Plant Sciences». Также вошёл в список лидеров по рейтингу научных журналов в категории «Plant Science» (SCimagoJr.com, 2011, где занял место № 6 среди 334 журналов по теме). По итогам 25 лет (1981—2006) по уровню цитирования (Science Citation Index) включён в десятку самых значимых журналов в мире в категории наук о растениях «Plant Sciences». В итоге, журнал Plant Physiology попал в Список 100 самых влиятельных журналов биологии и медицины за последние 100 лет.

## ISSN
- ISSN 00320889 (print)
- ISSN 15322548 (web)